# Eupithecia pettyi
Eupithecia pettyi är en fjärilsart som beskrevs av Louis Beethoven Prout 1935. Eupithecia pettyi ingår i släktet Eupithecia och familjen mätare. Inga underarter finns listade i Catalogue of Life.